# Conferência das Nações Unidas sobre as Mudanças Climáticas de 2016

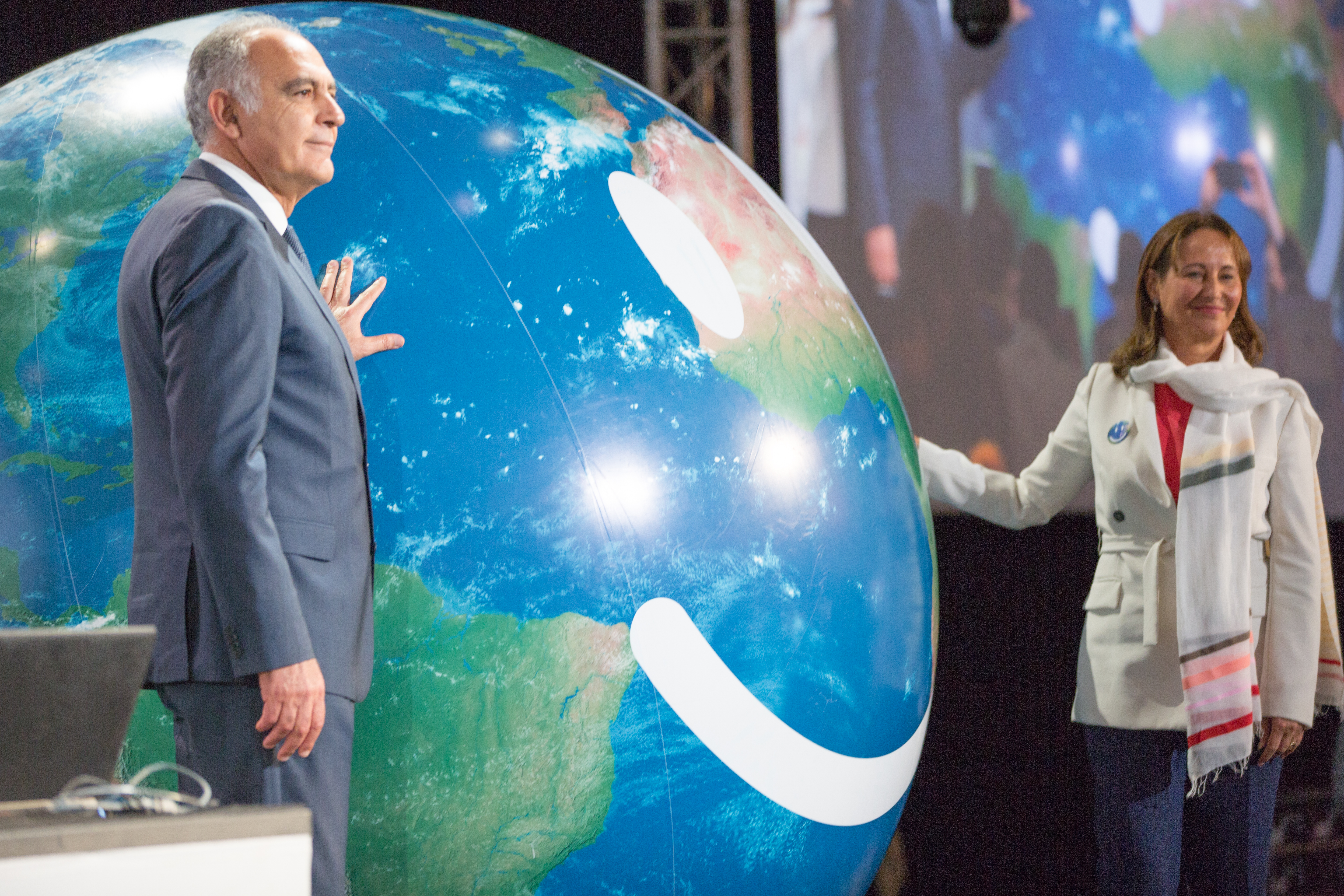
Abertura da Conferência de Marraquexe, em 7/11/2016.

A Conferência de Marraquexe das Nações Unidas para a Mudança Climática (COP22) é uma conferência sobre mudanças climáticas realizada em Marraquexe, Marrocos, de 7 a 18 de novembro de 2016. É a 22ª conferência das partes (COP), a ser realizada sob a Convenção Quadro das Nações Unidas sobre Mudança do Clima e a expectativa é de contar com a presença de delegações de mais de 196 países.

## Organização
A conferência é presidida por Salaheddine Mezouar, ministra dos Negócios Estrangeiros e Cooperação do Marrocos, e será realizada entre 7 e 18 de novembro de 2016. Cerca de 20.000 participantes são esperados como participantes.

## Histórico
A Conferência de Marraquexe é uma continuação de regular global cúpulas organizada pelas Nações Unidas, após a adoção do Protocolo de Quioto, em 1997, cuja aplicação foi limitada ao período de cobertura 2008-2012. 
A conferência de Marraquexe (COP22) dá seguimento à conferência de Paris (COP21), realizada em 2016; e à conferência de Lima (COP20), à conferência de Varsóvia, à conferência de Doha, à conferência de Durban, à conferência de Cancun e à Conferência de Copenhague (COP15).